# Micronycteris
Micronycteris ist eine Gattung von Fledermäusen aus der Familie der Blattnasen (Phyllostomidae), welche in Zentral- und Südamerika beheimatet ist.

## Beschreibung
Je nach Art beträgt die Kopf-Rumpf-Länge 42–69 mm, die Unterarmlänge 31–57 mm und das Gewicht ausgewachsener Tiere 4–16 g. Die Fellfarbe ist im Allgemeinen braun mit einem helleren Bauch. Micronycteris minuta kann auch rötlich gefärbt sein. Wie die meisten Vertreter der Familie der Blattnasen besitzen auch Arten der Gattung Micronycteris ein auffallendes Nasenblatt.

## Lebensweise
Arten der Gattung Micronycteris kommen in einer Vielzahl von Lebensräumen vor, von semiariden Habitaten bis tropischen Regenwäldern. Sie sind wie die meisten Fledermäuse nachtaktiv und ernähren sich von Insekten. Tagsüber hängen die Tiere in hohlen Bäumen, verlassenen Gebäuden, Minen und Höhlen. Dabei hängen Arten dieser Gattung meist alleine oder in kleinen Gruppen von nicht mehr als 20 Individuen.

## Arten
Es werden nach IUCN acht Arten unterschieden:
- Micronycteris brosseti – Amazonasbecken Kolumbiens, Venezuelas, Ecuadors, und Brasiliens, sowie in Guyana, Französisch-Guayana und Suriname.
- Micronycteris hirsuta – Von Honduras bis nördliches Peru und Zentral-Brasilien.
- Micronycteris matses – Wurde als Art erst 2002 beschrieben und bisher nur in der peruanischen Provinz Loreto gefunden.
- Micronycteris megalotis – Östlich der Anden von Kolumbien bis Bolivien und Süd-Brasilien.
- Micronycteris microtis – Von Mexiko bis Nord-Brasilien sowie Osten Boliviens.
- Micronycteris minuta – Von Honduras bis Brasilien.
- Micronycteris sanborni – Wurde als Art erst 1996 beschrieben und bisher nur im Nordosten Brasiliens gefunden.
- Micronycteris schmidtorum – Vom Süden Mexikos bis Brasilien.

Folgende Arten gehören nach neusten taxonomischen Erkenntnissen nicht mehr der Gattung Micronycteris an:
- Glyphonycteris behnii (früher Micronycteris behnii)
- Glyphonycteris daviesi (früher Micronycteris daviesi)
- Glyphonycteris sylvestris (früher Micronycteris sylvestris)
- Lampronycteris brachyotis (früher Micronycteris brachyotis)
- Neonycteris pusilla (früher Micronycteris pusilla)
- Trinycteris nicefori (früher Micronycteris nicefori)